# Pammone
Nella mitologia greca, Pammone era uno dei diciannove figli di Priamo e di Ecuba, sua moglie, menzionato da Omero nell'Iliade, e dal noto mitografo Pseudo-Apollodoro  nella sua Biblioteca. Pur essendo una figura secondaria nella vicenda della guerra di Troia, è stata oggetto di un'interpretazione successiva, in particolar modo di Quinto Smirneo, un vissuto tra il III e il IV secolo, il qual s'impegnò a delineare meglio la figura di questo personaggio e a fornirgli un ruolo preciso nella guerra.

## Il mito

### Le origini
Secondo la tradizione, Priamo, il re di Troia ebbe alcuni rapporti con molte delle sue concubine, oltre che con le sue mogli legittime, tra le quali Arisbe, Laotoe e la stessa Ecuba. Da tali unioni egli ebbe cinquanta figli, o, più precisamente, cinquantaquattro. Pammone era uno dei diciannove figli che egli generò con la sua seconda e legittima moglie, Ecuba. I suoi fratelli maggiori erano Ettore, Paride, Deifobo ed Eleno, mentre quelli che gli succedettero furono Polite, Antifo, Ipponoo, Polidoro e Troilo.

### Nella guerra di Troia
Quando Paride figlio di Priamo fratello di Pammone prese con sé Elena moglie di Menelao, scoppiò una guerra fra la Grecia e i troiani. Pammone era uno dei diciannove figli di Priamo e di Ecuba, che combatté insieme ai suoi fratelli contro le pretese dei sovrani achei. Nell'Iliade non viene ricordato in battaglia, ma solo verso la fine del poema, in cui è severamente sgridato dal padre, dopo la morte del fratello maggiore Ettore. Il che fa pensare che non eccellesse poi molto in guerra, oppure che non obbedisse sempre agli ordini di Priamo.

### La morte
La sua fine non è del tutto chiara: per alcuni morì in guerra dopo la morte di Ettore, per altri fu ucciso insieme ai suoi concittadini il giorno della caduta di Troia.
Fonti non ben specificate raccontano che egli venne ucciso in battaglia da Neottolemo, figlio di Achille.

## Altri personaggi
Sotto il nome di Pammone esiste anche un altro personaggio, ossia guerriero troiano, figlio di Ippaso, il quale viene menzionato sempre da Quinto Smirneo.

### Fonti
- Omero, Iliade, libro XXIV, versi 250

### Moderne
- Robert Graves. I miti greci. Milano, Longanesi. ISBN 88-304-0923-5